# تولیارا دوم (بخش)
تولیارا دوم (به لاتین: Toliara II) یک منطقهٔ مسکونی در ماداگاسکار است که در آتسیمو-آندرفانا واقع شده‌است.
این منطقه بیشتر به 19 کمون تقسیم می شود:
- آمبوهیماهاولونا
- آمبولوفوتی
- آنالامیسمپی
- آندرانووری
- آنکیلیلواک
- آنکیلیمالینیک
- آنتی‌امنا
- بهلوکه
- بیهومپی
- بلااندا
- Mandrofify
- مانومبو سود
- مارفوتی
- مارومیاندرا
- اندازه گرفتن
- میلنکا
- سنت آگوستین
- سوالارا
- سیانیسیها